# Kevin Garnett
Kevin Maurice Garnett (Mauldin (South Carolina), 19 mei 1976) is een Amerikaans basketbalspeler die heel zijn loopbaan actief was in de NBA. Hij speelde op de posities Power Forward en Center. Hij speelde onder meer voor de Minnesota Timberwolves, Boston Celtics en voor de Brooklyn Nets.

## Biografie

### High School
Hij speelde zijn eerste 3 jaar voor Mauldin High School, South Carolina. Hij werd benoemd tot Mr.Basketball in de staat South Carolina tijdens zijn juniorjaar in 1994.
Toen verkaste hij naar Farragut High School in Illinois voor zijn laatste jaar op high school. Tijdens zijn seniorjaar werd hij benoemd tot Nationale High School Player Van Het Jaar door USA Today en was hij geselecteerd voor de Parade Magazine All-America First Team nadat hij Farragut leidde naar een 28-2 eindpunt en de Class AA State Kwartfinales. Hij werd uitgeroepen tot Mr. Basketball in de staat Illinois met een gemiddelde van 25,2 punten, 17,9 rebounds, 6,7 assists en 6,5 blocks terwijl hij een schot percentage had van 66,6% op het veld.
Garnett, wiens 4 jaar durende high school basketbal statistiektotalen bestonden uit 2.533 punten, 1.807 rebounds en 739 blocks, werd benoemd tot Meest Bijzondere Speler van het McDonald's All-America Game waar hij 18 punten, 11 rebounds, 4 assists en 3 blocks maakte.
Kevin Garnett stelde zichzelf kandidaat voor de NBA Draft van 1995 rechtstreeks na het behalen van zijn high school Farragut Academy in Chicago. De meeste spelers gaan eerst naar een Universiteit om vanaf daar geselecteerd te worden.

### NBA
In 1995 begon hij zijn carrière bij de Minnesota Timberwolves die dat jaar vanwege de slechte resultaten in het seizoen ervoor als (een van de) eerste teams een keuze mochten maken uit de jonge talenten. Het drafte hem als vijfde 'Round One' pick. In 2003-2004 werd hij uitgeroepen tot MVP van het seizoen.
De Boston Celtics verkregen Kevin Garnett in een ruil met de Minnesota Timberwolves voor Gerald Green, Ryan Gomes, Al Jefferson, Theo Ratliff, Sebastian Telfair, een 2009 Eerste Ronde Draft Pick (Top 3 Beveiligd) en een terugkeer van Minnesota's Eerste Ronde Draft Pick die eerder was verkregen in de Ricky Davis tegen Wally Sczcerbiak deal plus nog een som geld.
Bij de Celtics kwam Garnett terecht in een team met de topspelers Paul Pierce en Ray Allen, die eerder die maand overkwam van de Seattle Supersonics. Voor de Celtics betekende de komst van Garnett en Allen het begin van een nieuw tijdperk. Met drie ervaren spelers (de zogenaamde "Big Three") uit de top van de NBA, aangevuld met jonge talentvolle spelers zoals Rajon Rondo wonnen de Celtics meteen het NBA kampioenschap in 2008 door de Los Angeles Lakers in de finalerondes met 4-2 te verslaan. In 2010 stond hij met de Celtics wederom in de NBA finale, maar ging ditmaal onderuit tegen de Lakers, door de series te verliezen met 4-3.
In de zomer van 2013 werd Garnett in een ruil een Brooklyn Net, samen met zijn teamgenoot Paul Pierce.
In februari 2015 keerde Garnett terug naar het team waar hij zijn NBA carrière begon, de Minnesota Timberwolves.
Op zaterdag 24 september 2016 kondigde Kevin Garnett zijn afscheid aan na een loopbaan van 21 seizoenen.
2 Powe · 
5 Garnett · 
9 Rondo · 
11 Davis · 
13 Pruitt · 
20 R. Allen · 
28 Cassell · 
34 Pierce · 
41 Posey · 
42 T. Allen · 
43 Perkins · 
44 Scalabrine · 
50 House · 
66 Pollard · 
93 Brown · 
Coach Rivers
- International Standard Name Identifier: 0000 0000 3423 4463
- Library of Congress Control Number: n98040476
- Virtual International Authority File: 68242141
- WorldCat: E39PBJvMBWgrMb4WHYX8TKcwYP